# Acanthiza murina
Acantiza-murina ou acantiza-da-nova-guiné (Acanthiza murina) é uma espécie de ave da família Pardalotidae.
Pode ser encontrada nos seguintes países: Indonésia (Nova Guiné Ocidental) e Papua-Nova Guiné.
Os seus habitats naturais são: regiões subtropicais ou tropicais úmidas de alta altitude.